# 森下貞三
森下 貞三（もりした ていぞう、1892年〈明治25年〉8月20日 - 1988年〈昭和63年〉）は、日本の紙芝居師。静岡県湯ヶ島出身。街頭紙芝居の草分けとされる。長男の森下貞義、三男の森下正雄らも紙芝居師であり、紙芝居一家として知られた。

## 経歴
湯ヶ島で、農家の三男として誕生した。16才で上京。指物師としての修業を始めて、25歳のときに小石川に店を出し、家具製造の職についた。
1927年（昭和2年）以降の昭和金融恐慌の煽りで仕事が激減していたところ、近所に住んでいた紙芝居の貸元「松島家」から紙芝居の舞台の製作の依頼があり、松島家の親方の勧めで同年に紙芝居師となった。後には松島家の跡を継ぎ、多くの弟子を抱えた。
生来の話好きであったため、紙芝居師は森下の天職となった。観客である子供たちとの信頼関係を大事にし、病気で紙芝居を見に来られない子供がいれば、その子の家を訪ね、その子のためだけに紙芝居を演じることもあった。紙芝居を休んだとき、その理由を子供たちに「風邪をひいた」と言い訳をしたときには、後日に森下が紙芝居を休んだとき、子供たちが連れ立って森下の家まで見舞いに訪れ、目頭を熱くさせた。
また、昭和初期にあった紙製の人形で芝居を演じる立絵紙芝居を改良し、後に知られる紙芝居の上演スタイルを作り上げたことから、街頭紙芝居の草分けともいわれた。
1932年（昭和7年）には紙芝居の品質向上を図るための団体として「日本画劇教育協会」を設立し、当時の文部政務次官、後に国務大臣・文部大臣となる安藤正純を会長に迎えた。息子3人と娘婿も跡を継いでおり、1952年（昭和27年）には東京都紙芝居コンクールで三男の正雄、翌1953年（昭和28年）の同コンクールでは長男の貞義が特選を獲得したことで、森下家は一躍、紙芝居一家として知られることとなった。次男は戦死したが、戦地で紙芝居を演じ、戦友たちの心の拠り所となっていた。
1981年（昭和56年）には、当時の日本に5万人いた紙芝居師の中から、業界初となる勲六等瑞宝章を受章した。90歳を過ぎた頃には、街頭で紙芝居を行うことはなくなったものの、学校や老人ホームを訪れて、紙芝居の披露を続けた。95歳を迎える1987年（昭和62年）まで、紙芝居師として活躍した。
その後も自作の創作紙芝居を携えて、ボランティアで老人ホームの慰問活動を行なっていたが、翌1988年（昭和63年）、満96歳で死去した。没後は、娘婿は紙芝居から離れたものの、実子の貞義と正雄が跡を継いだ。息子たちの没後も、孫にあたる森下昌毅（正雄の長男）が3代目として紙芝居を上演している。